# Hemerobius inversus
Hemerobius inversus is een insect uit de familie van de bruine gaasvliegen (Hemerobiidae), die tot de orde netvleugeligen (Neuroptera) behoort. 
Hemerobius inversus is voor het eerst wetenschappelijk beschreven door Navás in 1927.